# Penthe rufopubens
Penthe rufopubens là một loài bọ cánh cứng trong họ Tetratomidae. Loài này được Marseul miêu tả khoa học đầu tiên năm 1876.